# الوطن (ريمة)
الوطن هي إحدى قرى مديرية الجبين بمحافظة ريمة اليمنية، بلغ تعداد سكانها 999 نسمة حسب إحصاء اليمن لعام 2004.